# Victoria Peak
För andra betydelser, se Victoria Peak (olika betydelser).

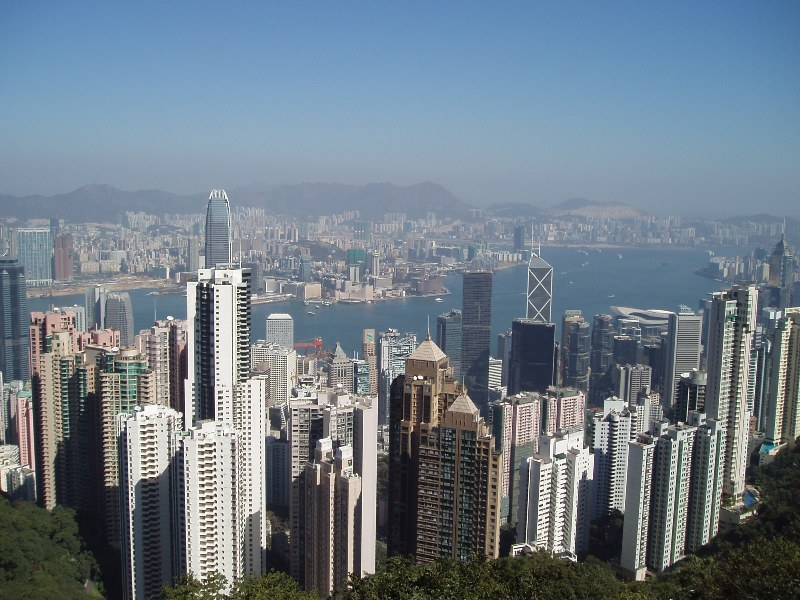
Vy över Hongkong, Kowloon och Victoriahamnen från Victoria Peak

Victoria Peak (ibland kallat Mount Austin, lokalt känd som Berget) är ett berg i Hongkong med en höjd på 554 meter. Berget, som utgör Hongkong-öns högsta punkt, har blivit mycket känt för sin utsikt. Den är dock inte högst i hela Hongkong, vilket istället tillfaller Tai Mo Shan. Victoria Peak är en av de rikare platserna i Hongkong.
På grund av sin utsikt har den blivit ett populärt turistmål som årligen besöks av ungefär 7 miljoner turister. På grund av turisttillströmningen har det byggts två stycken större fritidsanläggningar och två gallerior. Den är också hem till flera olika fågel och fjärilsarter.

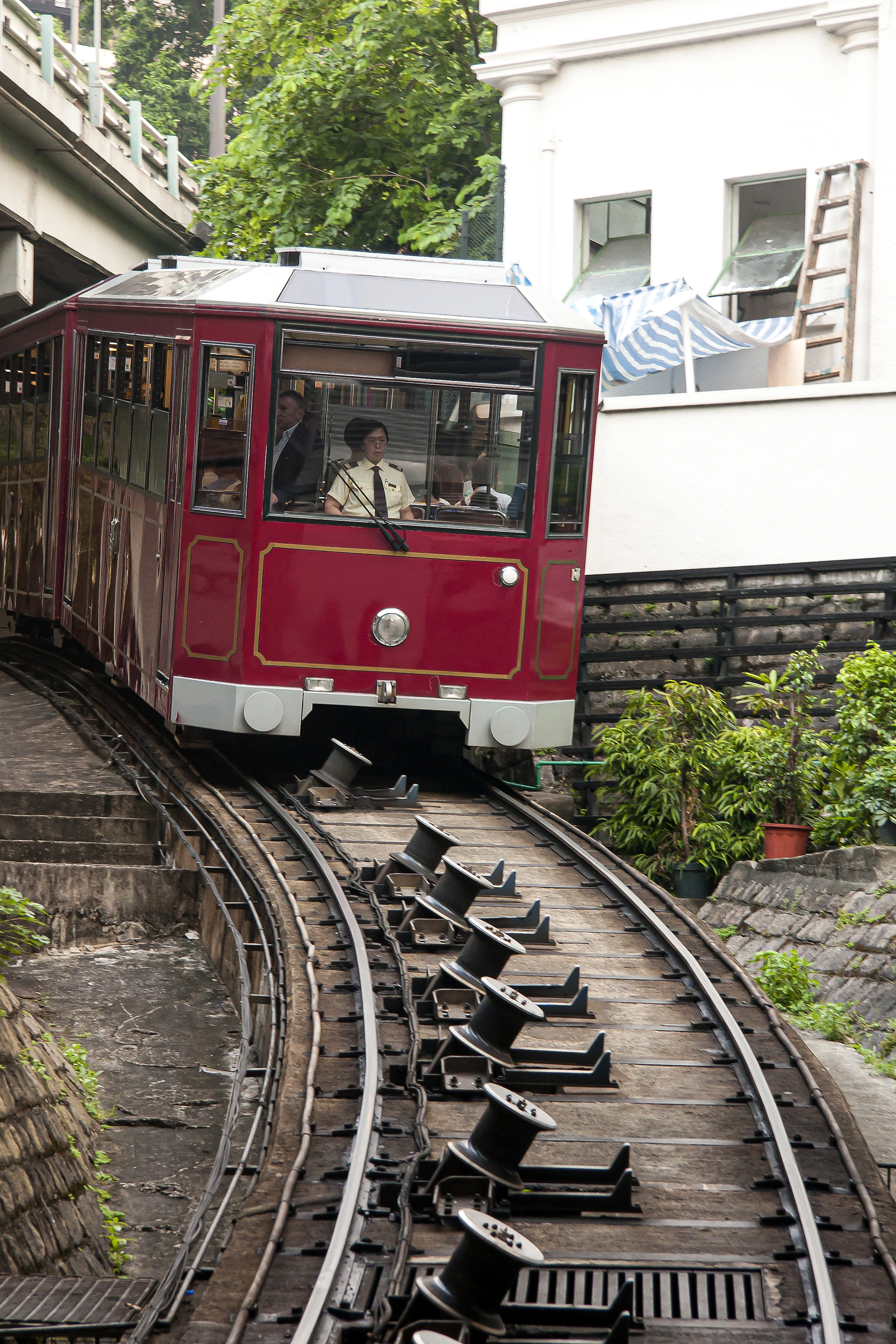
Bergbanan ankommer dalstationen.

Berget har lockat människor till toppen ända sedan början av 1800-talet, främst för utsikten och dess attraktiva klimat. Numera går en bergbana upp till toppen, men innan dess öppnande år 1888 var det vanligt att besökare bars upp i bärstolar. Mellan 1903 och 1940 var det bara tillåtet för européer och regeringspersoner att bosätta sig där.
Det finns flera olika sätt att ta sig upp till toppen. Förutom bergbanan från Hongkongs centrala distrikt går det till exempel busslinjer till gallerian från staden. Det går även bra att köra upp med bil eller att ta sig upp till fots. 